# Mechtilde Lichnowsky
Mechtilde Lichnowsky (ur. 8 marca 1879 w Schönburg w Dolnej Bawarii, zm. 4 kwietnia 1958 w Londynie) – niemiecka pisarka, żona księcia Karola Lichnowsky'ego.

## Życiorys
Mechtilde Lichnowsky pochodziła z rodziny szlacheckiej z domu von und zu Arco-Zinneberg. Jej rodzicami byli hrabia Maximilian von und zu Arco-Zinneberg i jego żona baronowa Olga von Werther. Dzieciństwo spędziła w rodowym zamku, następnie ukończyła szkołę klasztorną w Riedenburgu, a później pobierała nauki prywatnie. W 1904 roku poślubiła księcia i właściciela ziemskiego Karola Lichnowsky'ego. Para zamieszkała z trójką dzieci w górnośląskich majątkach w Kuchelnej, Hradcu i Krzyżanowicach.
W latach 1912−1914 mieszkała z mężem w Londynie, gdzie pełnił on obowiązki ambasadora. Utrzymywała bliskie kontakty z pisarzami: Carlem Sternheimem, Frankiem Wedekindem i Rudyardem Kiplingiem, a także z dyrektorem teatru i reżyserem Maxem Reinhardtem oraz wydawcą Kurtem Wolffem.
Po śmierci męża w 1937 roku poślubiła przyjaciela z dzieciństwa, brytyjskiego majora, Ralpha Herdunga Peto, przyjęła obywatelstwo brytyjskie i zamieszkała w Londynie. Przed wybuchem II wojny światowej wróciła do ojczyzny, gdzie przebywała do końca wojny. W 1946 roku Mechtilde ponownie przeniosła się do Londynu i pozostała w nim do śmierci.
W latach 1901–1958 zostało wydanych drukiem jej 15 powieści, opowiadania o zwierzętach, wspomnienia i 2 dramaty. Niektóre utwory były bardzo popularne, np. autobiograficzna powieść Der Lauf der Asdur miała 10 wydań w latach 1936–1982. Kilka tytułów przełożono na języki: angielski, norweski, włoski i fiński, a kilka opowiadań na czeski. W 1954 w Monachium została wyróżniona nagrodą literacką.

## Twórczość
- Götter, Könige und Tiere in Ägypten, Lipsk (1914),
- Ein Spiel vom Tod, Lipsk (1915),
- Gott betet, Lipsk (1918),
- Der Kinderfreund, Berlin (1919),
- Geburt, Berlin (1921),
- Der Kampf mit dem Fachmann Wiedeń (1924),
- Halb & Halb, Wiedeń (1927),
- Das Rendezvous im Zoo (Querelles d'amoureux), Wiedeń (1928),
- An der Leine, S. Fischer Verlag (1930)
- Deläide, Berlin (1935),
- Das rosa Haus, Hamburg (1936),
- Der Lauf der Asdur, Wiedeń (1936),
- Gespräche in Sybaris. Tragödie einer Stadt in 21 Dialogen, Wiedeń (1946),
- Zum Schauen bestellt, Esslingen (1953),
- Kindheit, Berlin (1934),
- Heute und Vorgestern, Wiedeń (1958)